# Schneppenbach (Westerbach)
Der Schneppenbach ist ein rechter Zufluss des Westerbaches, im Landkreis Aschaffenburg im bayerischen Spessart.

## Name
Der Name Schneppenbach geht aus den alten Wörtern sneppen und bach hervor, was schneller Bach bedeutet. Der Bach gab dem Ort Schneppenbach seinen Namen.

## Geographie

### Verlauf
Der Schneppenbach entsteht zwischen Geiselbach und Hofstädten an der Staatsstraße 2306, durch den Zusammenfluss zweier kleiner Quellbäche. Einer davon entspringt in der Nähe des Geiselbachquellgebietes nördlich der Straße am Ziegelberg (380 m). Der andere entsteht in einer verschilften Wiese. Der Schneppenbach fließt Richtung Südosten nach Hofstädten, wo er den Bach aus dem Strüthgrund aufnimmt. Direkt nach dem Ort verläuft der Schneppenbach an einem Kriegerdenkmal vorbei. In Schneppenbach fließen ihm der Weizenbach und der Bach aus dem Rohrgrund zu. Am östlichen Ortsrand mündet der Schneppenbach in den Westerbach.

### Zuflüsse
- Weizenbach (rechts)

### Flusssystem Kahl
- Liste der Fließgewässer im Flusssystem Kahl

## Geschichte

### Grenzsteine

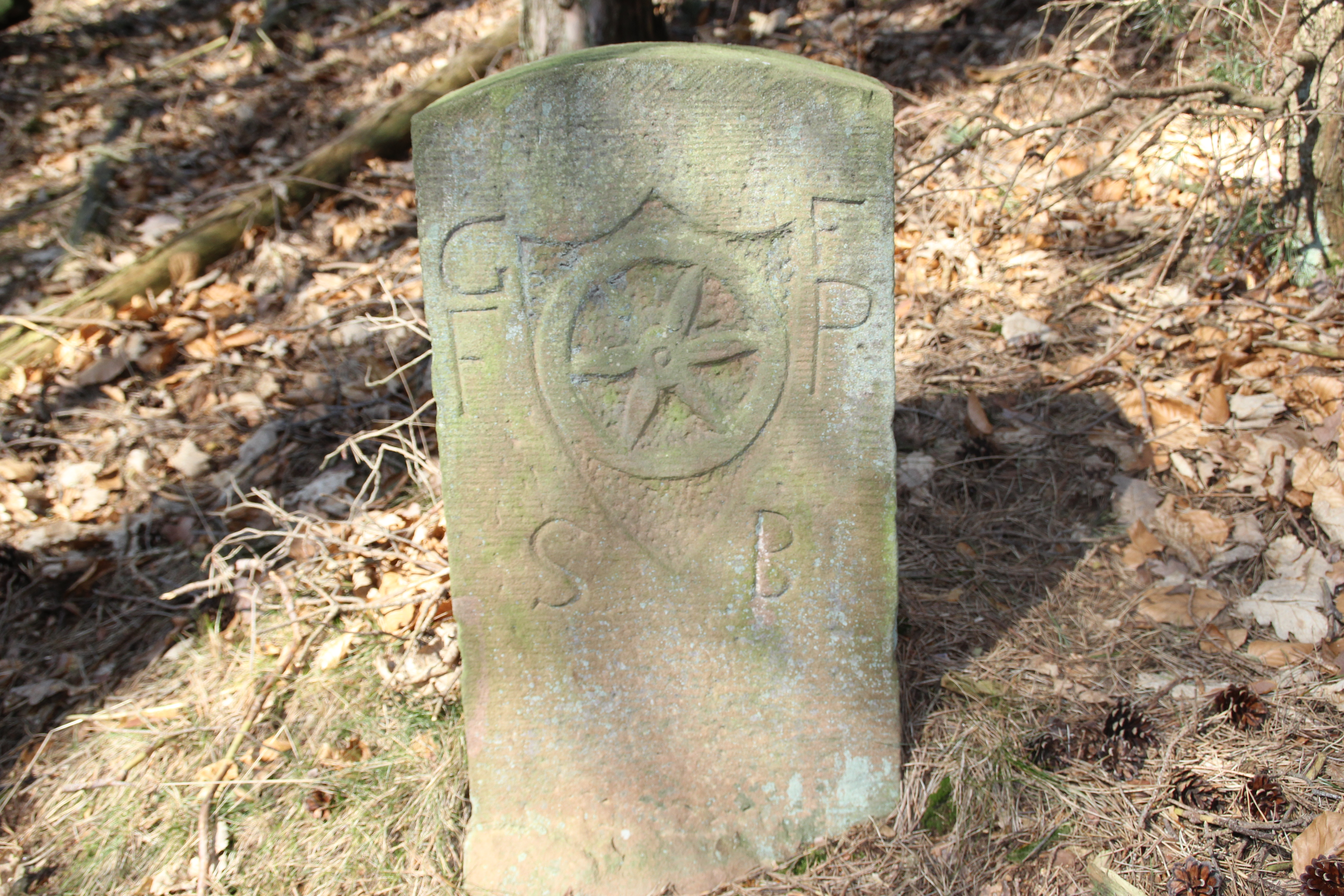
Ein Grenzstein am Schneppenbach trennte die historischen Gebiete von Großherzogtum Hessen und Großherzogtum Frankfurt

Der Schneppenbach passierte zwischen den Dörfern Höfstädten und Schneppenbach nicht immer nur die Grenze der Gemarkungen. Im Jahre 1810 durchfloss er dort die historische Grenze zweier früherer Staaten im Rheinbund. Das Quellgebiet des Baches lag im Territorium des Großherzogtums Hessen, dem der Ort Hofstädten im Amt Alzenau in der Provinz Starkenburg angehörte. Der Mündungsbereich befand sich mit dem Dorf Schneppenbach im Großherzogtum Frankfurt im Departement Aschaffenburg. Am Bachlauf gibt es an dieser Grenzlinie auch eine Reihe historischer Grenzsteine.

### Mühlen
- Obermühle
- Kleinsmühle (Mittelmühle)

Siehe hierzu auch die Liste von Mühlen im Kahlgrund.